# Astatomorpha virgulataria
Astatomorpha virgulataria là một loài bướm đêm trong họ Geometridae.